# Nicolas Théobald

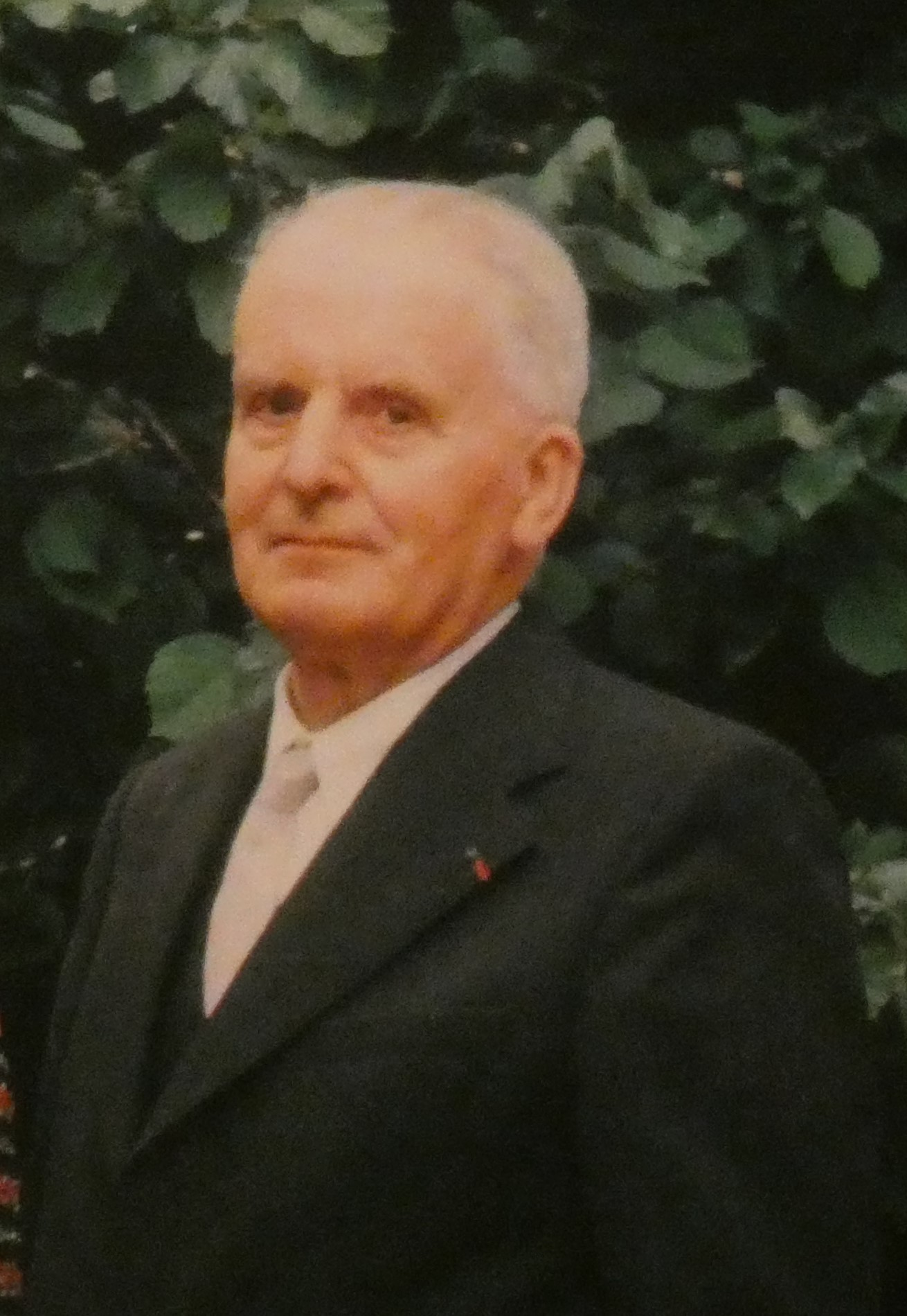
Nicolas Théobald in Besançon (1976)

Nicolas Théobald, (* 31. August 1903 in Montenach, damals Reichsland Elsaß-Lothringen, heute Département Moselle; † 10. Mai 1981 in Obernai, Département Bas-Rhin) war ein französischer Geologe, Paläontologe und Hochschullehrer für Geologie an der Universität des Saarlandes und an der Universität der Franche-Comté in Besançon.
Vor allem ist er für die neue Denkrichtung seiner Habilitationsschrift, Les Insectes fossiles des Terrains oligocènes de France („Die fossilen Insekten der französischen oligozänen Formationen“) bekannt. Er charakterisiert mehr als 300 Insektentypen. Da diese Fossilien oft den aktuellen Insekten ähneln, wurde ihre stratigraphische Bedeutung nicht besonders herausgestellt, jedoch ihre biogeographische Bedeutung, die klimatischen Charaktere und die Umwelt des französischen Gebiets im Oligozän.
Er war auch ein Spezialist der Geologie des gesamten Beckens des Mittelrheins und der Mosel. Er fand Beweise für tektonische quaternäre Erdbewegungen, hauptsächlich im Rheingraben.
Er war Agrégé und Professor für Geologie an der Universität des Saarlandes in Saarbrücken, später an der Universität der Franche-Comté in Besançon. Dort bildete er viele Forscher aus und lenkte ihre Aufmerksamkeit auf das Trinkwasser und die Umwelt.

## Leben

### Jugend
Nicolas Théobald wurde 1903 in Montenach, einem Dorf im damals zu Deutschland, ab dem Ende des Ersten Weltkriegs wieder zu Frankreich gehörenden Lothringen, in der Nähe von Luxemburg, wie er in seinen Memoiren A l’heure des cloches de mon village: Scènes d’un village lorrain du début du 20e siècle („Die Stunde der Glocken: Szenen aus einem lothringischen Dorf am Anfang des 20. Jahrhunderts“) erzählt. Er verbrachte seine gesamte Kindheit „unter dem Tempo der Glocken“. Er stammt aus einer großen Familie mit acht Kindern. Sein Vater war Bürgermeister des Dorfes. Er praktizierte Viehzucht und arbeitete auf den Feldern. Seine Mutter ging auf den nahe gelegenen lokalen Markt, um landwirtschaftliche Erzeugnisse wie die „gut gekneteten Butterklumpen, die keine Spur von Molke enthalten“, für die sie berühmt war, sowie Dutzende Eier zu verkaufen „Dreizehn das Dutzend“, nach dem Brauch der Kleinstadt, die die Bürger von Sierck belieferten.

### Berufsausbildung
Im März 1918 bereitete er sich auf die Aufnahmeprüfung für die Grundschule in der Vorbereitungsschule in Phalsbourg vor. Er verließ sein Dorf mit fünfzehn Jahren, um zu studieren und seine Diplome zu erhalten, und kehrte nur während der Ferien dorthin zurück. 50 Jahre im Dienst von Lehre und Forschung folgten.
Nach der Rückkehr von Elsass-Lothringen zu Frankreich wurde Nicolas Théobald in die „Ecole Normale d’Instituteurs“, eine Ausbildungseinrichtung für Grundschullehrer in Metz, aufgenommen, als erster der Klassen 1920–1923. Das war die Gelegenheit, die Zeugen der galloromanischen Vergangenheit der Mosel im Musée de la Cour d’Or von Metz zu entdecken. In Montenach, Monographie d’un village lorrain („Montenach, Monographie eines lothringischen Dorfs“) erzählt Théobald, wie er, auf Anraten des Verwalters Roger Clément, in den Feldern von Montenach nach Scherben großer Ziegeln suchte. Sein jüngerer Bruder Albert, der ihn begleitete, fand eine mit sechs Textzeilen. Nach der Übersetzung von R. Clément enthalten sie eine Zählung der Arbeitszeit eines Arbeiters in der Ziegelfabrik. Dieser kostbare Überrest aus dem 2. Jahrhundert wird heute noch im Museum von Metz aufbewahrt. Théobald setzte sein viertes Jahr an der „École Normale“ von Lyon fort und trat dann in die Ecole Normale Superieure de Saint-Cloud ein (1924–1926). Seine Begegnungen mit Teilhard de Chardin bestimmten seine Berufung.

### Laufbahn
Nach seinem Wehrdienst wurde er im Jahr 1927 als Lehrer an die "Ecole Normale von Obernai" (Bas-Rhin) berufen. Gleichzeitig studierte er an der Universität von Straßburg und wurde die "Agrégation de Sciences Naturelles" (Naturwissenschaften) im Jahr 1930 bestehen. Danach lehrte er am Lycee von Mulhouse, dann an dem von Nancy. Das Rigorosum besteht er 1937 in Nancy. Er wurde auch in der "Nationale Akademie von Metz" gewählt. Er wurde 1937 als Inspektor an die Akademie von Albi berufen, 1938 nach Colmar.
Am Anfang des 2. Weltkriegs im Jahr 1939 wurde N. Théobald als ausbildender Leutnant für Artillerie an die Saint-Cyr Coëtquidan-Schule in Coëtquidan gerufen, dann als Geologieoffizier bei Mülhausen mobilisiert. Nach dem Waffenstillstand war er von 1940 bis 1944 als Akademieinspektor in Châteauroux.
Nach dem Krieg wurde er Hauptverwalter des Schul- und Hochschuldienstes von Baden in Freiburg im Breisgau (1945–1948). Da er zwei Sprachen perfekt beherrschte, arbeitete er für die deutsch-französische Versöhnung wie Robert Schuman. 1948 beteiligte er sich an der Gründung der Universität des Saarlands. Er wurde Professor für Geologie und Dekan der Fakultät der Wissenschaften von 1949 bis 1953.
Seine Laufbahn setzte er fort in Besançon, mit der Wahl für den Lehrstuhl für Historische Geologie und Paläontologie an der Universität der Franche-Comté von 1953 bis 1974.

## Werke und Veröffentlichungen
Nicolas Théobald hat viele Bücher und Artikel veröffentlicht, denen seinen wissenschaftlichen Forschungen in Geologie, in der Paläontologie und in historischer Geologie zugrunde liegen.
Seine fundamentalen Bücher für die Studenten der Naturwissenschaften basieren auf einer langen Natur- und Laborerfahrung. Seine Habilitationsschrift "Les insectes fossiles des terrains oligocènes de France" (Die fossilen Insekten der oligozänen Terrains in Frankreich) ist der bekannteste Beweis seiner Methode.
Außerdem hat er manche geologische Karten ausgearbeitet.
(Die vollständige Liste seiner Werke kann in Wikispecies angesehen werden).

### Alluviale Terrassen und Neotektonik
Im Lauf seiner Studien war Nicolas Théobald sehr von den neuen Theorien von Alfred Wegener über die Kontinentverschiebung angetan. Aber, während der ersten Hälfte des 20. Jahrhunderts, glaubten die meisten Geologen und Geographen, dass die tektonischen Bewegungen, die die Kontinente und Gebirge erzeugt hatten, zum Stillstand kamen im Quaternär. Wenn die Kontinente stabil sind, sind die Änderungen des Relief abhängig von den Veränderungen des Wasserstands : das ist die eustatische Theorie, die im Werk des amerikanischen Geologen W. M. DAVIS verfochten wird. Anfang des 20. Jahrhunderts war der wichtigste Verfechter in Frankreich Henri BAULIG, Geographieprofessor an der Universität von Straßburg.

#### Kontroversen betreffend die eustatische Theorie
Diese Kontroversen werden von den Schülern von Nicolas Théobald in einem Gesamtüberblick seiner Laufbahn beschrieben.
Die Geologen sind sich einig, dass die Ozeanhöhe während den quaternären Zeiten durch die Temperaturwechsel Veränderungen unterworfen war. Während den Glazialzeiten, als Wasser in den Berggletschern und Inlandseen gelagert war, sank die Ozeanhöhe; das hatte die Erosion in der Nähe der Mündungen der Ströme zur Folge, während die höheren Täler durch Gletscherablagerungen blockiert waren. Zwischen den Glazialzeiten hat das erneute Ansteigen des Ozeans zu Anschwemmungen an den unteren Teilen der Ströme geführt. Es wurden mindestens vier Glazialzeiten in dem Verzeichnis erwähnt. Die aufeinanderfolgenden Graben- und Aufschüttungsphasen bewirkten die Entstehung aufgetürmter oder zusammengesetzter Terrassen.
Die eustatische Theorie basiert auf den seit dem Ende desTertiär entstandenen Gebieten, wie z. B. die großen sedimentären Becken. Nicolas Théobald wandte diese Theorie in seinem ersten Werk über das Moseltal nach Thionville an. Er fand Terrassen mit einer Höhe von 90, 60, 40 und 15 Metern über dem Niveau des Flusses und stellt sie in einen Zusammenhang mit den vier Eiszeiten.
Aber seine Werke über die alten Schwemmländer im Elsass und in Baden enthalten eine ungewöhnliche Anordnung ; ihre relative Höhe reduziert sich von Ober- zum Unterlauf, wo sie von jüngeren Schwemmländer bedeckt werden und der felsige Sockel immer tiefer wird. Nicolas Théobald benennt die übereinstimmenden Beobachtungen von A. Gutzwiller (1894, 1912), Johannes Ernst Wilhelm Deecke (1917), und A. Briquet (1928, 1930) und entscheidet sich wie diese Geologen dafür, dass das Absenken der Hochrheinebene während des Schwemmablagerungen weitergeht. Diese Gegend in der Nähe von Basel ist in IX-X-Zone der MSK-Skala klassifiziert und erfährt immer noch Erdbeben ; 1356 wurde die Stadt Basel fast völlig zerstört.
Der junge Geologe plante dieses Thema in seiner Habilitationsschrift weiterzuentwickeln ; aber an der Straßburger Universität, wo er seine Licenz und sein Diplom machte, war der Geograph Henri Baulig von der eustatischen Theorie überzeugt. Er veranlasste seine Studenten der Täler der elsässischen Hänge der Berge der Vogesen zu arbeiten, um die Stabilität des Bergmassivs in Quartär zu beweisen. Der Geograph war nicht mit der Theorie der Vertiefung des Rheingraben einverstanden. Dazu gezwungen, die eustatische Theorie zu akzeptieren, beendet Nicolas Théobald seine Forschungen und sucht sich ein anderes Thema, in Paläontologie. Er muss über 10 Jahre warten, bis er das Thema von Neotektonik wieder aufnehmen kann.

#### Anerkennung der neotektonischen Theorie
Nach Kriegsende nimmt Nicolas Theobald seine Forschungen wieder auf und veröffentlicht 1948 genaue Angaben in einem Bericht über den südlichen Rheingraben und stellt die These auf, dass es unmöglich ist, die Anhäufung von 200, manchmal 300 und sogar 400 Metern Erosionscherben in einigen Teilen des Grabens ohne eine Vertiefung des Grabengrunds während der Ablagerung anzunehmen.
1949, kommt er in seinem Beitrag zur Studie der rheinischen Niederterrasse zwischen Basel und Karlsruhe zu dem Schluss, dass „die tektonische Erdbewegungen waren in Interferenz mit Aufschüttung Phänomenen mit Eustatismus gebindet“. Somit wurden die Verfechter der eustatischen und der tektonischen Theorie miteinander versöhnt.
Zwischen 1950 und 1977 veröffentlicht Nicolas Theobald noch viele Artikel über den Rheingraben, Lothringen, die Südvogesen und den Saônegraben, in denen er die Bedeutung der senkrechten Erdbewegungen betont. Er geht konform mit den Forschern, die die Senkung des Rheingrabens durch die isostatische Nivellierung der Anhebung der benachbarten Bergmassive erklären. Danach gibt es viele Neotektoniker in Frankreich und in Deutschland. Der Begriff der quaternären tektonischen Bewegungen, in Verbindung mit der Plattentheorie, wird weltweit anerkannt.

### Paläontologie und Ökologie

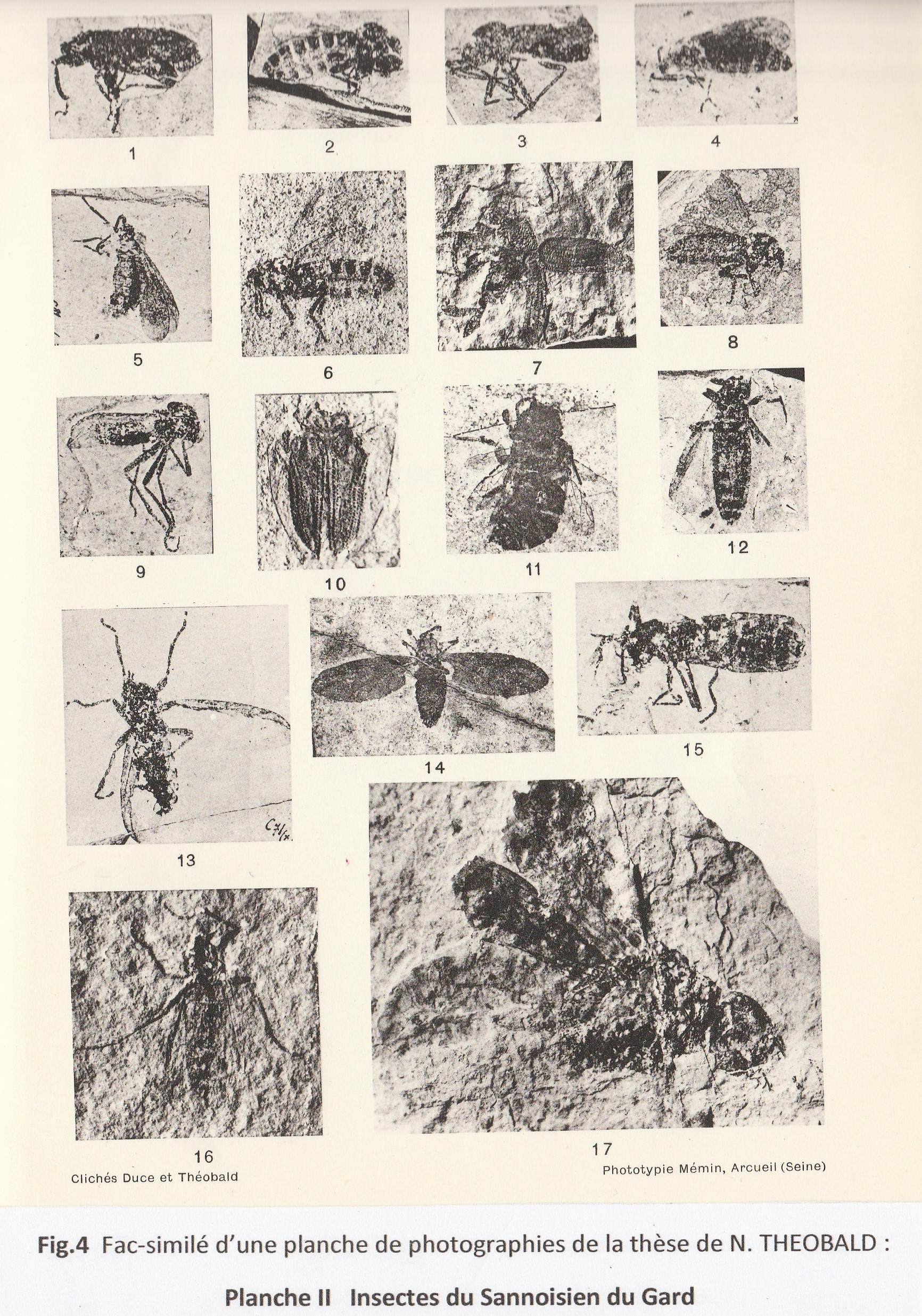
Bild 4 : Diplomarbeit von Nicolas Théobald, Bildseite II, Insekten von Sannoisien du Gard.
Cénozoique: Sannoisien

Als Nicolas Théobald sein Thesenthema der Neotektonik verlassen sollte, hatte er schon mehrere Artikel über die Fauna des sekundären und quaternären Zeitalters veröffentlicht. Der Geologe strebt eine Datierung der sedimentären Formen an, zum Beispiel um geologische Karte herzustellen. Er ist glücklich, Fossilien zu finden, die er identifizieren kann. Einige Arten wurden noch nie erkannt; er gibt ihnen daher Namen.

#### Die fossilen Insekten der französischen oligozänen Formationen: These von 1937
Es gibt nur wenige Studien über fossile Insekten als Nicolas Théobald seine These in Angriff nimmt : man findet diese Fossilien nur in kontinentalen oder in Seen vorkommenden Ablagerungen, die damals oft unbeachtet oder nur marginal beachtet blieben. Insekten sind klein und zerbrechlich, schwer zu konservieren. Komplette Exemplare findet man selten und nur unter gewissen Bedingungen : Insekten fallen in einen See oder eine Lagune und werden unter Schlamm begraben oder von vulkanischer Asche bedeckt oder von Harz umschlossen, aus dem sich Bernstein entwickelt. Nachdem ihm erlaubt wird, die Sammlungen der Museen von Basel, Marseille, Clermont-Ferrand und Brüssel zu erforschen, kann der Paläontologe fast 3000 Exemplare analysieren. Die Fossilien werden fotografiert, gezeichnet, mit bereits bekannten Fossilien oder heute vorkommenden Insekten verglichen und bestimmt.
Diese Fossilien werden in 650 Arten unterteilt, von denen 300 niemals beschrieben Exemplare. Sie wurden in ihrer Umwelt durch die Analyse der Sedimentbedingunden und der Pflanzenreste ersetzt. Die Biotope wurden wieder hergestellt, weil die Fauna spiegelt das regionale Klima. Somit wird eine lebendige Synthese der Umwelt des Oligozäns erstellt.
Auf dem Territorium des heutigen Frankreichs ist im Oligozän eine beachtliche Fläche mit Seen und Lagunen versehen. Im Süden und Südosten Frankreichs, wo die Orogenese der Pyrenäen das paroxysmale Stadium erreicht hat und die Alpen und die Provence im Entstehen sind, nehmen die absenkten Gräben und die Synklinalen die Ablagerungen aus den entstehenden Erden auf.
- - Zum Beispiel entsteht zwischen den Cevennen und dem Languedoc ein kleiner Graben bei Gariguen, im Osten von Alès, der sich mit Salzwasser füllt. Kalk, Tonhaltiger Kalk und Sandsteine setzen sich ab und werden von Seerosen und Schilf bewachsen. An den Küsten entstehen Wälder mit Nadelbäumen und Pandanus. Da leben Bibios, blütenliebende Dipteren und Libellen. Auf der Höhe wachsen Acacia celasensis. Aus der Analyse von den Arten, ein mediterranes Klima subtropischer Art, wie in Ostindien oder Südchina hinweist[36].Daclera Naturalis : holotype : N. Théobald.

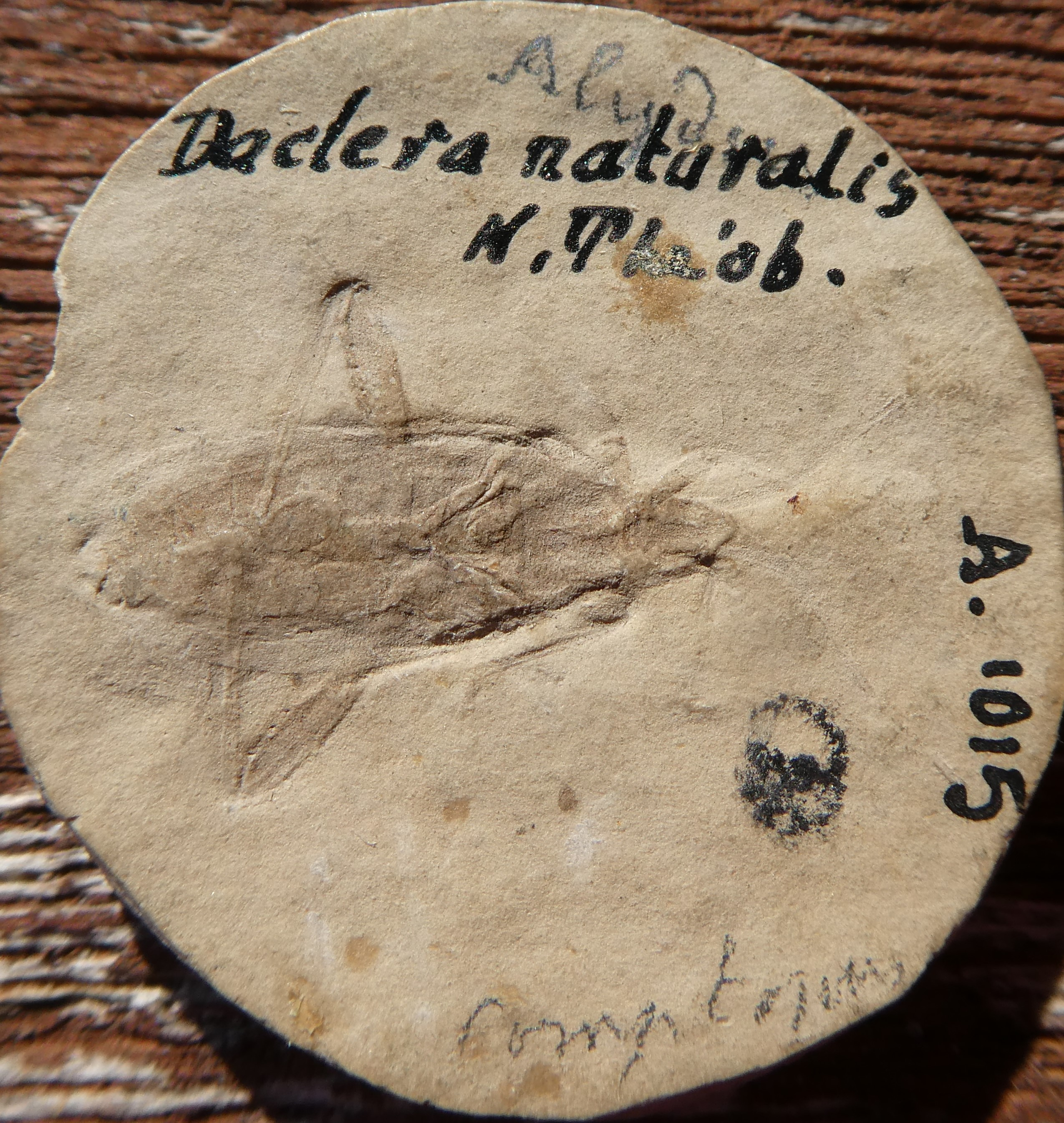
Daclera Naturalis : holotype : N. Théobald.

- - Mehr im Osten, im Norden der heutigen Stadt Aix-en-Provence, ist man in der Nähe der perialpinen Seen. Kalkhaltiger Ton, im Wechsel mit Gipsschichten, die während Jahrhunderten in den Bergwerken von der «Avignons Steige» ausgebeutet wurden, hat eine beachtliche Menge an fossilen Insekten erzeugt (Seite 291). Hier, die Lagunen werden unter dem periodischen Einfluss des Meeres mit Fischen bevölkert : Hydrophilidae, Dysticidae: sie jagen die Insekten in den ruhigen Buchten. N.Théobald benennt zahlreiche Wasserpflanzen (Typha latissima, Seerosen). An der Küste blühen Iris unter den Cyperaceae und den Graminaea, besiedelt von Libellen, Phryganae, Bibios, Pleciae, Tipulae, Coreidae (Daclera naturalis). In den Nadelwälder gibt es viele Ameisenhaufen. Über diesen Becken, die Höhen der Provence bereits auftauchen sind mit Savanne bedeckt , was die Termitenhaufen zu beweisen scheinen[37].

- - Im Oberelsass ist die Atmosphäre anders, da der rheinische Graben mit Salzwasser gefüllt ist. Die Verbindung mit der Nordsee erklärt die Seltenheit von Süßwasserinsekten wie z. B. Libellen. Die Vorkommen in der Nähe von Mulhouse (Brunstatt) und in Baden (Kleinkems, gegenüber Kembs) zeigen Mergel in Platten von mittleren Sannoisien[38]. Über dem deutschen Ufer sind die Formicidae und die Termiten zahlreicher als im Elsass, was die Nähe trockener Gebiete (aktuell Schwarzwald) beweist. Durch diese von Wäldern umgebenen Steppen fließen oueds, die bei Hochwasser die Insekten und die Pflanzenreste bis zu den salzigen Lagunen mitreißen[39].

- - Die Habilitationsschrift beschreibt auch die oligozänen Insekten und die Umwelt von Céreste im Luberon (Provence) und in einigen Städten der Auvergne.

Das gleichzeitige Vorkommen mehrerer Insektenarten beweist, dass vor 25 bis 35 Millionen Jahren, zwischen den verschiedenen Arten, Vereinigungen und Schmarotzerbeziehungen vorkamen. Die Ameisen lebten in Gesellschaften. In einer Zusatznotiz über die oligozänen fossilen Insekten im Gips von Aix-en-Provence, beschreibt der Paläontologe weitere neue Arten wie den wunderschönen Lepidoptere aus der Familie der Lycaenidae: Aquisextana Irenaei, den er seiner Gattin Irène widmet.
Dieses paläontologische Studium erscheint wie eine echte Ökologie der Vergangenheit. Das Besondere der Methode war bis in Kanada anerkannt.

#### Weitere paläontologische Arbeiten
Nicolas Théobald hat über das Oligozän noch andere Arbeiten veröffentlicht, insbesondere über die Fische im Elsass und in der Auvergne.
Weitere Forschungen betreffen die permianen Stegocephalen in Sankt Wendel (Saarland), die Ammoniten des Elsass oder der Franche-Comté, der quaternäre Fauna im Elsass, der Pfalz und der Franche-Comté.
Das 1958 mit A. GAMA in 1958 veröffentlichte fundamentale Lehrbuch betont den Einfluss der Umwelt auf die Evolution der Lebewesen und besteht auf dem Gleichgewicht in den Biotopen. Ein weiteres Buch über die geologischen Grundlagen der Vorgeschichte, wurde in einer Sitzung der französischen prähistorischen Gesellschaft vom 28. Februar 1973, bei der Direktorin des Labors für quaternäre Geologie des CNRS, Henriette Alimen, reichlich berichtet.

### Ökologie, Hydrologie und menschliches Leben
Der Paläontologe ignoriert nicht, dass die Zerstörung der Umwelt die des assoziierten Lebens zur Folge hat. Konfrontiert mit den Problemen der Menschen, behält er seine ökologischen Ziele. Als Geologe musste er sich gemeinsam mit dem BRGM (Büro für Geologie und Bergwerke) für das Erstellen geologischer Karten, um die Suche nach Trinkwasser für die Kommunen der Haute-Saône kümmern. Aufgrund der Gefahr der Gewässerverschmutzung in den Sandgruben, bei der Metallbearbeitung in den Werkstätten, den Schlachthöfen, den Molkereien und Mülldeponien, bestand er bei den Bürgermeistern darauf, Sicherheitszone um die Trinkwasserbohrungen anzulegen. Von dieser Erfahrung erschien ein Buch auf Geologie und Hydrologie der Haute-Saône.
Seine Interventionen führten zu Projekten von großer Tragweite, wie dem Anlegen eines künstlichen Sees in Vaivre, in der Nähe von Vesoul (Haute-Saône), einem Projekt des Bürgermeisters von Vaivre. In einem neuen Buch erinnert Pierre Bonnet, Bürgermeister dieser Zeit, an den Beitrag von Professor N. Théobald "Maßstabwissenschaftler für alle geologischen Studien", der 1970 einen Bericht über das Seeprojekt verfasst. Dieser See wurde von 1976 bis 1978 angelegt. Die anfallenden Materialien wurden für ein Grundstück des Automobilwerks von PSA verwendet. Dieser See von Vaivre und Montoille (95 ha) ist heute eine Freizeitgelände und eine Naturzone, wo wiele Zugvögel pausieren.

### Der Schutz von Montenachs natürlichem Erbe
Als Pensionär, schrieb Nicolas Théobald eine Monographie über sein Geburtsdorf und eine Sammlung seiner Jugenderinnerungen.
Zur gleichen Zeit engagiert er sich für die Erhaltung des natürlichen Erbes der Hügel, die als Weide für Schafe und Schweine benutzt werden. Sie sind bedeckt von Trockenrasen, auf den spektakuläre Orchideen gedeihen : Dactylorhiza maculata, Orchis mascula, Orchis militaris. Er überzeugt seine Heimatgemeinde vom Kampf gegen Wiederaufforsten, das von den Gegnern der überlieferten Zucht favorisiert wird.
Nach seinem Tod im Jahr 1981, einigen sich der Gemeinderat von Montenach und ein paar Grundstückseigner mit dem Departement Moselle, einige Trockenrasen als freies Naturreservat, genannt "Réserve des Sept Collines", Professor N.Théobald zu widmen. Ein Verwaltungsabkommen wurde 1987 zwischen der Gemeinde und dem für die lothringischen Schutzgebiete zuständigen Konservatorium geschlossen. Danach wurde das nationale Naturreservat gemäß der Verordnung vom 8. Februar 1994 klassifiziert. Es wird heute vom Conservatoire d'espaces naturels de Lorraine betreut.
Nicolas Théobald gehört zu den Menschen, die die Öffentlichkeit auf den Umweltschutz aufmerksam gemacht haben. Der Paläontologe ist als Wissenschaftler dem Leben nicht abgewandt ; im Gegenteil, die Suche von Spuren von Leben in der Welt der Steine gibt ihm eine besondere Sensibilität für den Schutz aktueller Formen, die durch übermäßige Ausbeutung gefährdet sind.

## Auszeichnungen
Nicolas Théobald ist der Empfänger der folgenden Auszeichnungen:
- 1949: Ritter des Nationalen Ordens der Ehrenlegion
- 1963: Komtur des Ordre des Palmes Académiques
- 1965: Ritter des Ordre du Mérite agricole
- 1974: Offizier im Ordre national du Mérite

## Schriften (Auswahl)
Eine vollständige chronologische Liste der Artikel und Bücher befindet sich unter Wikispecies.

### Schriften auf Deutsch
- Nicolas Théobald, R. Schömer, K. Britz: Das Kuseltivorkommen von Steinberg bei Oberlinxweiler (Saar). Geol. Rundschau, Band 37, 1949, S. 93–94.
- Nicolas Théobald, K. Britz: 500 Millionen Jahre geologische Geschichte des Saarlandes. Publ. de l'Université de la Sarre, Saarbrücken, 1951, 38 Seiten.
- Nicolas Théobald: Die Bodenschätze des Saarlandes. In: Unsere Heimat an der Saar, Saarbrücken, 1954, S. 5–7, 1 Farbekarte.
- Nicolas Théobald: Geologische Entwicklung des Rheintales und der angrenzenden Gebiete Nordostfrankreichs seit dem Mesozoïkum mit besonderer Berücksichtigung der Erdölvorkommen. Erdöl und Kohle, 7, 1954, S. 545–548.
- Nicolas Théobald: Exkursion B1 : Quartär der Südvogesen, Führer Exkursion 121, Hauptv. Deutsche Geol. Ges., Freiburg i. Br., 5. Oktober 1969, S. 6–13, 3 Abbildungen.

### Schriften über das Saarland
- Nicolas Théobald, Sur l'origine des schistes bitumineux du Permien de la Sarre. A.F.A.S., Congrès de Clermont-Ferrand, 1949, S. 77.
- Nicolas Théobald, Contribution à la tectonique du bassin houiller de la Sarre. Recherche du prolongement vers le SW de la grande faille du Sud. Annales de la Société géologique du Nord, LXIX, 1949, S. 356-369, 7 Fig.
- Nicolas Théobald, Evolution de la Sarre et de la Rosselle au Quaternaire Moyen. Compte Rendu Sommaire de la Société Géologique de France, n° 8, 1950, S. 127–129.
- Nicolas Théobald, Observations nouvelles sur l'évolution morphologique de la côte de grès vosgien au Sud de Sarrebruck. Bulletin de la Société des Sciences de Nancy, Nouvelle Série, Tome IX, n°2, Sept. 1950, S. 13–18.
- Nicolas Théobald, K. Britz, D. Jung, Affleurements nouveaux du conglomérat de Holtz dans le domaine de l'anticlinal de Sarrebruck. Comptes rendus des séances de l'Académie des Sciences, T. 232, 16-5-1951, S. 1857–1858.
- Nicolas Théobald, K. Britz, La surface infraliasique dans le domaine du bassin houiller sarro-lorrain. Comptes rendus des séances de l'Académie des Sciences, T.233, 16-7-1951, S. 421–423.
- Nicolas Théobald, K. Britz, 500 Millionen Jahre geologische Geschichte des Saarlandes. Publ. de l'Université de la Sarre, Saarbrücken, 1951, 38 Seiten.
- Nicolas Théobald, Observations sur l'origine des schistes bitumineux du Permien de la Sarre. 75e Congrès Société Savante de Nancy, 1950, 4 Seiten.
- Nicolas Théobald, Aperçu géologique du territoire de la Sarre. Publ. de l'Université de la Sarre, 1952, 80 Seiten, 18 fig., 4 Tabellen, 3 Karten.
- Nicolas Théobald, Explication de la carte structurale de la région de Sarrebruck-Deux Ponts. Bulletin de la Carte géologique de France, 1951, n°232, XLIX, S. 21-34, 4 fig.
- Nicolas Théobald, Observations sur l'âge du complexe dit antédévonien de Duppenweiler (Sarre). Compte rendu sommaire de la Société Géologique de France, n° 11, 23-6-1952, S. 248–249.
- Nicolas Théobald, Contribution à la tectonique du bassin houiller de la Sarre. Recherche du tracé au sol de la faille de la Sarre et de la faille de la Rosselle (Faille Felsberg). Geol. Rundschau, Band 41, 1953, S. 191-200, 3 Fig.
- Nicolas Théobald, Les gisements de fer du territoire de la Sarre. Symposium sur le fer, Congrès géologique international Alger, 1952, S. 473-476, 1 Karte.
- Nicolas Théobald, Die Bodenschätze des Saarlandes, in: Unsere Heimat an der Saar, Saarbrücken, 1954, S. 5-7, 1 Farbekarte.
- Nicolas Théobald, F. Fischer, Influence des phénomènes péri-glaciaires sur la morphologie des vallées de la Sarre et de ses affluents. Comptes rendus des séances de l'Académie des Sciences, T.237, n°16, 19-10-1953, S. 925–927.
- Nicolas Théobald, Contribution à l'étude des Stégocéphales du Permien inférieur de la Sarre. Annales Universitatis Saraviensis, Sciences, VII, 2, 1958, S. 192-210, 4 Pl.
- Nicolas Théobald, Les poissons fossiles du Permien inférieur de la Sarre. Annales Universitatis Saraviensis, Sciences, VII, 2, 1958, S. 211-214, 1 Pl.
- Nicolas Théobald, Stratigraphie et paléogéographie des grès du Trias inférieur de la Sarre et des régions voisines (renseignements fournis par les analyses sédimentologiques effectuées par H.W. Henrich), Colloque sur le Trias. Mémoires du B.R.G.M., n°15, 1963, S. 602–604.

### Andere Schriften
- Nicolas Théobald: Les alluvions anciennes de la Moselle aux environs de Sierck. Compte Rendu Sommaire de la Société Géologique de France. 2 S 10-12, 1931, ISSN 0037-9417 (französisch).
- Nicolas Théobald, Le pays de Sierck, Description géologique comprenant une étude détaillée des terrasses de la Moselle entre Koenigsmacker et Sierck. Bulletin de la Société d'Histoire Naturelle de la Moselle, 1932, Heft 33, Serie 4 (IX), S. 1-45, 5 Fig., 8 Pl. (ISSN 1149-4719 (http://worldcat.org/issn/1149-4719&lang=fr)).
- Nicolas Théobald, Observations sur la basse terrasse du Rhin en aval de Bâle, Bulletin de la Société Industrielle de Mulhouse, IC,n°1, 1933, S. 21-27, 3 Fig. (lire en ligne (https://gallica.bnf.fr/ark:/12148/bpt6k9607785z/f43)).
- Nicolas Théobald, Contribution à la paléontologie du bassin oligocène du Haut-Rhin et du Territoire de Belfort. Les poissons oligocènes. Bulletin du Service de la Carte géologique d'Alsace et de Lorraine, 1934 (2), S. 117-162, Pl.XI-XV. (ISSN 0037-2560 (https://search.worldcat.org/de/search?q=n2:0037-2560&lang=fr), lire en ligne (https://www.persee.fr/doc/sgeol_0037-2560_1934_num_2_2_1106?%20q=Nicolas%20+%20Théobald)).
- Nicolas Théobald, Les formations quaternaires. L'Enseignement scientifique, Jahr 8, n° 79,1935, S. 262-271 ; n° 80, S. 303-307, 6 Fig., 1 Tabelle, (ISSN 0367-1372 (http://worldcat.org/issn/0367-1372&lang=fr)).
- Nicolas Théobald, G. Gardet, Les alluvions anciennes de la Moselle et de la Meurthe en amont de Sierck. Bulletin du Centenaire de la Société d'Histoire Naturelle de la Moselle, Metz, 1935, n° 34 (3), S. 69-100, 6 Fig., 2 Tabellen.
- Nicolas Théobald, Les insectes fossiles des terrains oligocènes de France, Thèse, Université de Nancy, 1937, 473 Seiten, 17 Fig., 7 K., 13 T., 29 Pl.
- Nicolas Théobald, Note complémentaire sur les insectes fossiles oligocènes des gypses d'Aix-en-Provence. Bulletin de la Société des Sciences de Nancy, Juni 1937, (6), S. 157-178, 7 Fig., 2 Pl. (ISSN 1155-1119 (http://worldcat.org/issn/1155-1119&lang=fr), BM SSN Juin 1937 (http://documents.irevues.inist.fr/bitstream/handle/2042/28640/ALS_1937_6_0.pdf?sequence=1)).
- Nicolas Théobald, Découverte d'une défense de Mammouth, Elephas primigenius BLUM, dans les alluvions de la plaine rhénane de Valff (Bas-Rhin). Bulletin de la Société des Sciences de Nancy, 1937, (5), S. 142-145, 1 Fig., (ISSN 1155-1119 (http://worldcat.org/issn/1155-1119&lang=fr), BM SSN Mai 1937 (http://documents.irevues.inist.fr/bitstream/han fig..dle/2042/28639/ALS_1937_5_0.pdf?sequence=1)).
- Nicolas Théobald, Carte de la base des formations alluviales dans le sud du fossé rhénan. Mémoires du Service de la Carte Géologique d'Alsace et de Lorraine, 1948, (9), S. 5-77, 9 Karten, 4 Fig., 1 Pl. (lire en ligne(https://www.persee.fr/doc/sgeol_0080-9020_1948_mon_9_1)).
- Nicolas Théobald, Contribution à l'étude de la basse terrasse rhénane. Bulletin de la Société Géologique de France, 1949, (5), 19, S. 155-160. (ISSN 0037-9409 (http://worldcat.org/issn/0037-9409&lang=fr)).
- Nicolas Théobald, Elephas TrogontheriPOHLIG dans les alluvions anciennes du niveau de Griesheim (Bas-Rhin). Bulletin du Service de la Carte Géologique d'Alsace et de Lorraine, 1958, Band 11, (2), S. 21-24, 1 Fig. (ISSN 0037-2560 (http://worldcat.org/issn/0037-2560&lang=fr), lire en ligne (https://www.persee.fr/doc/sgeol_0037_2560_1958_num_11_2_1180?q=Nicolas+Theobald)).
- Nicolas Théobald, Géologie et Hydrogéologie de la Haute-Saône. Annales Scientifiques de l'Université de Besançon,1971,3e série, Géologie, (14), 76 Seiten, 15 Fig., 10 Pl.,2 Karten (notice BnF n°FRBNF35162408).
- Nicolas Théobald, Les Fondements Géologiques de la Préhistoire. Essai de chronostratigraphie des formations quaternaires. Paris, Doin, 1972, 95 Seiten, 45 Fig. (notice BnF n° FRBNF35277288 (https://catalogue.bnf.fr/ark:/12148/cb35277288b.public)).
- Nicolas Théobald, Montenach, Monographie d'un village lorrain, Obernai, 1975, 211 Seiten ,28 Fig., 5 Pl. (présentation en ligne (http://www.sudoc.abes.fr/cbs/xslt/DB=2.1//SRCH?IKT=12&TRM=000099465)).
- Nicolas Théobald, A l'heure des cloches de mon village. Scènes d'un village lorrain du début du 20e siècle, Obernai, 1979, 176 Seiten, 160 Fig., 4 Pl. (ISBN 2-307-43014-8, EAN 9782307430148, présentation en ligne (https://gallica.bnf.fr/ark:/12148/bpt6k3396980s/f17.item.r)).

### Zusammenarbeiten
- L. Piton et Nicolas Théobald, Poissons, crustacés et insectes fossiles de l'Oligocène du Puy-de-Mur (Auvergne). Mémoires de la Société des Sciences de Nancy, 1939, Seiten 11-47, 28 Fig., 2 Pl. (ISSN 0369-2183 (https://worldcat.org/issn/0369-2183&lang=fr)).
- Nicolas Théobald et F.Firtion, Découvertes paléontologiques dans la plaine du Rhin à Wörth en Palatinat. Annales Universitatis Sarraviensis, 1953, Band II, (3), Seiten 177-185, 3 Pl.
- Nicolas Théobald et Adrien Gama, Géologie générale et Pétrographie, Paris, Doin, Deren et Cie, 1956, Seiten 304, 157 Fig., 12 Pl. (notice BnF n° FRBNF33191118 (https://catalogue.bnf.fr/ark:/12148/cb33191118d.public)).
- Nicolas Théobald et H. Moine, Les Ammonites du Toarcien supérieur et de l'Aalénien du sentier de l'Ehn près d'Obernai (Bas-Rhin). Bulletin du Service de la Carte Géologique d'Alsace et de Lorraine, 1959, Band 12 (1), Seiten 1-36, 6 Pl. (ISSN 0037-2560 (https://worldcat.org/issn/0037-2560&lang=fr), lire en ligne (https://www.persee.fr/doc/sgeol_0037-2560_num_12_1?q=Nicolas+Théobald)).
- Nicolas Théobald et M.T. Cheviet, Les Ammonites du Toarcien supérieur du Jura franc-comtois. Annales Scientifiques de l'Université de Besançon, (2), Géologie, 1959, (9), Seiten 43-77, 17 Fig., 3 Pl. (ISSN 0523-056X (https://worldcat.org/issn/0523-056X&lang=fr)).
- Nicolas Théobald et C. Szymanek, Le crâne du Rhinocéros à narines cloisonnées des grottes de Rigney (Doubs). Annales Scientifiques de l'Université de Besançon, (2), Géologie, 1963, (17), Seiten 97-113 (ISSN 0523-056X (https://worldcat.org/issn/0523-056X&lang=fr)).
- Nicolas Théobald et Adrien Gama, Stratigraphie. Eléments de Géologie Historique (2e éd.). Paris, Doin, Deren et Cie, 1969, Seiten 422, 113 Fig., 20 Pl. (ISBN 978-2-7040-0134-7, présentation en ligne (https://books.google.fr/books/about/Stratigraphie.html?id=klQ2AQAAlAAJ)).
- Nicolas Théobald et Adrien Gama, Géologie générale et Pétrologie. Eléments de géodynamique. Paris, Doin, Deren et Cie,1969, Seiten 586, 234 Fig., 16 Pl.
- Nicolas Théobald et Adrien Gama, Paléontologie. Eléments de paléobiologie (2e éd. revue et mise à jour). Paris, Doin, Deren et Cie, 1969, Seiten 584, 299 Fig., 40 Pl. (OCLC 489626848 (https://worldcat.org/oclc/489626848&lang=fr), SUDOC 002208865(https://www.sudoc.fr/002208865), lire en ligne (https://gallica.bnf.fr/ark:/12148/bpt6k33352879)).